# Sidusa femoralis
Sidusa femoralis là một loài nhện trong họ Salticidae.
Loài này thuộc chi Sidusa. Sidusa femoralis được Richard C. Banks miêu tả năm 1909.